# Лінкольн (переписна місцевість, Нью-Гемпшир)
Лінкольн (англ. Lincoln) — переписна місцевість (CDP) в США, в окрузі Ґрафтон штату Нью-Гемпшир. Населення — 969 осіб (2020).

## Географія
Лінкольн розташований за координатами 44°3′37″ пн. ш. 71°40′16″ зх. д. / 44.06028° пн. ш. 71.67111° зх. д. (44.060391, -71.671013).  За даними Бюро перепису населення США в 2010 році переписна місцевість мала площу 7,09 км², з яких 6,97 км² — суходіл та 0,11 км² — водойми.

## Демографія
Згідно з переписом 2010 року, у переписній місцевості мешкали 993 особи в 486 домогосподарствах у складі 258 родин. Густота населення становила 140 осіб/км².  Було 1333 помешкання (188/км²).
Расовий склад населення:
| - 99,1 % — білих - 0,2 % — чорних або афроамериканців - 0,2 % — азіатів |

До двох чи більше рас належало 0,2 %. Частка іспаномовних становила 0,4 % від усіх жителів.
За віковим діапазоном населення розподілялося таким чином: 17,9 % — особи молодші 18 років, 61,6 % — особи у віці 18—64 років, 20,5 % — особи у віці 65 років та старші. Медіана віку мешканця становила 48,5 року. На 100 осіб жіночої статі у переписній місцевості припадало 101,4 чоловіків;  на 100 жінок у віці від 18 років та старших — 99,8 чоловіків також старших 18 років.
Середній дохід на одне домашнє господарство  становив 50 802 долари США (медіана — 37 000), а середній дохід на одну сім'ю — 68 914 долари (медіана — 56 060). За межею бідності перебувало 17,9 % осіб, у тому числі 6,0 % дітей у віці до 18 років та 3,1 % осіб у віці 65 років та старших.
Цивільне працевлаштоване населення становило 368 осіб. Основні галузі зайнятості: мистецтво, розваги та відпочинок — 34,8 %, освіта, охорона здоров'я та соціальна допомога — 13,6 %, будівництво — 12,5 %.